# سید حسن شاهچراغی
سید حسن شاهچراغی (۹ بهمن ۱۳۳۱- ۱ اسفند ۱۳۶۴) روحانی و سیاستمدار ایرانی و همچنین نماینده دوره اول و دوم مجلس از شهرستان دامغان و سرپرست سابق مؤسسه کیهان بود. وی در سال ۱۳۶۴ و در زمان جنگ ایران و عراق بر اثر هدف قرار گرفتن هواپیمایش کشته شد.

## ولادت و خانواده
شاهچراغی در نهم بهمن ۱۳۳۱ شمسی در شهر دامغان به دنیا آمد.

## تحصیلات
شاهچراغی تحصیلات ابتدایی را در مدرسهٔ هاتف (شهید عالمی فعلی) به پایان برد و مدت ۲ سال نیز در کنار پدرش در حوزه علمیهٔ دامغان به فراگیری علوم پرداخت.علاقه به تحصیل علوم اسلامی و حوزوی، زمینهٔ مهاجرتش به شهر قم را فراهم گردانید. او پس از مهاجرت به قم در مدرسه حقانی مشغول به تحصیل شد.

استادان وی عبارتند از: یوسف صانعی، ابوالقاسم خزعلی، احمد جنتی، محمدتقی مصباح یزدی، احمدی میانجی، سید محمد بهشتی و علی قدوسی.

## نمایندگی مجلس شورای اسلامی
سید حسن شاهچراغی نماینده دور اول و دوم مردم دامغان در مجلس شورای اسلامی بود. وی همچنین عضو کمیسیون خارجی مجلس نیز بوده است.

## سرپرستی موسسه کیهان
شاهچراغی در آذرماه ۱۳۶۱ به سرپرستی موسسه کیهان منصوب شد. در طول مدت مسئولیت وی سه نشریه جدید کیهان فرهنگی، کیهان ترکی و کیهان اندیشه راه اندازی شد. همچنین سازمان چاپ و انتشارات کیهان تاسیس گردید.

## کشته شدن
در ۱ اسفند ۱۳۶۴، به همراه هشت تن از نمایندگان مجلس، نیروهای عالی‌رتبه ارتش، مقامات عالی‌رتبه قضایی با هواپیمای فوکر اف۲۷ فرندشیپ به خلبانی عبدالباقی درویش در جریان عملیات والفجر ۸، در ۲۵ کیلومتری شمال اهواز عازم جبهه‌های جنگ بود که هواپیمای حامل آنها در محاصره دو فروند میگ-۲۳ عراقی قرار گرفت و همه ۵۰ سرنشین آن کشته شدند.

### اسامی کشته شدگان[۹]
1. عبدالباقی درویش - خلبان
2. عباس جاهدی اوجقاز - کمک خلبان
3. محمود خضرائی - کمک خلبان
4. سرگرد داود مقرنس
5. ابوالقاسم رزاقی ۱۳۳۱ - نماینده مجلس از تنکابن و رامسر
6. نورالدین رحیمی ۱۳۱۴ - نماینده مجلس از خرم‌آباد
7. مهدی یعقوبی ۱۳۳۰ - نماینده مجلس از تربت حیدریه
8. سیدحسن شاهچراغی ۱۳۳۱ - نماینده مجلس از دامغان
9. غلامرضا سلطانی ۱۳۲۲ - نماینده مجلس از کرج
10. محمد کلاته‌ای ۱۳۲۶ - نماینده مجلس از بجنورد
11. علی معرفی‌زاده ۱۳۲۷ - نماینده مجلس از خرمشهر و شادگان
12. سید ابوالقاسم داود الموسوی دامغانی ۱۳۲۳ - نماینده مجلس از رامهرمز
13. فضل‌الله محلاتی نماینده ولی فقیه در سپاه پاسداران
14. فرج‌الله نصیری ۱۳۳۸ - قاضی دادگستری
15. محمد مصطفوی کرمانی ۱۳۱۵ - قاضی دادگستری
16. مهدی آشوری ۱۳۳۱ - قاضی دادگستری
17. احمد خان احمد لو ۱۳۳۱ - قاضی دادگستری
18. سیدحسن خضری ۱۳۱۵ - قاضی دادگستری
19. میر ولی رفیعی راد ۱۳۲۵ - قاضی دادگستری
20. محمد خداپرست - قاضی دادگستری
21. جعفر نیری ۱۳۲۸ - قاضی دادگستری
22. محبوب شیری ۱۳۱۹ - قاضی دادگستری
23. علی ورقا محبی ۱۳۲۴ - قاضی دادگستری
24. محمدجواد صدیقیان کاشی ۱۳۳۰ - قاضی دادگستری
25. سید احمد قاسمیان ۱۳۱۷ - کارآموز قضائی
26. محمود نوری خواه ۱۳۲۸ – مسئول عقیدتی سیاسی
27. احمد محمودی طرزقی
28. صادق مطهری
29. سید حسین معنوی
30. محمد مقدسیان
31. رشید موسوی
32. احمد رقمی
33. محمدعلی روحانی فرد
34. سیدحسن طباطبائی نسب
35. محمدحسین عنایتی
36. اسدالله عیسی نیا
37. علاء الدین فراز
38. عبدالله فیضی باجین
39. سلطان مراد کزازی
40. محمدرضا کشواد
41. محمد گلابچی
42. سیدابوالقاسم هاشمی
43. عنایت اله احمدی
44. سیدابوالقاسم ارشادی
45. رجب علی اسلامی
46. احمد انصاری
47. رضا برادران هاشمی
48. سید حسین حسینی
49. امیر محمودی منش - پاسدار محافظ غلامرضا سلطانی
50. عبدالله فیاضی بارحسینی - پاسدار محافظ فضل‌الله محلاتی

## سمت‌ها
- نماینده دوره اول و دوره دوم مردم دامغان در مجلس شورای اسلامی
- سردبیر روزنامه کیهان
- ریاست دفتر دادستان کل انقلاب

## تالیفات و ترجمه
- تقریرات درس فقه(زکات، خمس، امر به معروف، ولایت فقیه)
- تحقیقات فلسفی در زمینه تصور و تصدیق، شناخت، معرفت، فلسفه وضعی مارکسیسم
- رساله‌های مختلفی مانند بحث جاهلیت در نهج البلاغه و توحید
- رساله تتبعی منطبق با اسلام در کتب عهد عتیق و جدید